# Lee Roy Selmon
College Football Hall of Fame 1988
Pro Football Hall of Fame 1995
(en) Statistiques sur pro-football-reference
Lee Roy Selmon, né le 20 octobre 1954 à Eufaula en Oklahoma et mort le 4 septembre 2011 à Tampa en Floride, est un joueur américain de football américain ayant évolué au poste de defensive end.

## Biographie
Benjamin d'une famille de neuf enfants, Selmon a été élevé dans la ferme familiale d'Eufaula. Il est allé à la Eufaula High School et fut membre de la National Honor Society.

### Université
Étudiant à l'Université d'Oklahoma, il a joué aux côtés de ses frères Dewey et Lucious pour les Oklahoma Sooners. Les Sooners remportèrent le championnat NCAA de football américain en 1974 et 1975 sous l'entraîneur Barry Switzer. À titre personnel, Lee Roy remporta le Outland Trophy et le Lombardi Award en 1975.

### NFL
Il fut drafté en 1976 à la 1re place (premier tour) par les Buccaneers de Tampa Bay. Ce fut le premier premier choix pour la nouvelle franchise. Le deuxième sera son frère Dewey.
En 1979, il est élu NFL Defensive Player of the Year. Il fera toute sa carrière dans cette franchise, quittant le niveau professionnel à la suite d'une blessure du dos. Joueur marquant de la franchise, son numéro 63 sera retiré en 1986.
Il fut sélectionné six fois pour le Pro Bowl (1979, 1980, 1981, 1982, 1983 et 1984), en étant co-meilleur joueur du Pro Bowl 1982, et sept fois en All-Pro (1977, 1978, 1979, 1980, 1982, 1983 et 1984).
Il a intégré le College Football Hall of Fame en 1988 puis le Pro Football Hall of Fame en 1995 sans oublier le Florida Sports Hall of Fame. Il fait également partie de l'équipe NFL de la décennie 1980.

### Retraite sportive
Après sa carrière sportive, Lee Roy travailla dans une banque à Tampa, puis fut assistant de l'entraîneur Paul Griffin pour les Bulls de South Florida, puis pour les Georgia Tech Yellow Jackets.

## Postérité
La route Lee Roy Selmon Crosstown Expressway du comté de Hillsborough a été baptisé en son honneur.